# Tirreno-Adriático 1980
La XV edición de la Tirreno-Adriático se disputó entre el 8 y el 13 de marzo de 1980 con un recorrido de 814 kilómetros con salida en Cerenova y llegada a San Benedetto del Tronto. El ganador de la carrera fue el italiano Francesco Moser (Sanson-Campagnolo).

## Etapas
| Etapa   | Fecha       | Recorrido                             | km    | Ganador            | Líder           |
| ------- | ----------- | ------------------------------------- | ----- | ------------------ | --------------- |
| Prólogo | 8 de marzo  | Cerenova - Cerenova (CRI)             | 7,2   | Francesco Moser    | Francesco Moser |
| 1ª      | 9 de marzo  | Cerenova - Monte Cassino              | 205,0 | Roger de Vlaeminck | Francesco Moser |
| 2ª      | 10 de marzo | Cassino - Subiaco                     | 168,0 | Roger de Vlaeminck | Francesco Moser |
| 3ª      | 11 de marzo | L'Aquila - Montegiorgio               | 192,7 | Giuseppe Saronni   | Francesco Moser |
| 4ª      | 12 de marzo | Grottazzolina - Nereto                | 223,4 | Claude Criquielion | Francesco Moser |
| 5ª      | 13 de marzo | S.B del Tronto - S.B del Tronto (CRI) | 18,0  | Gregor Braun       | Francesco Moser |

## Clasificaciones finales

### General
| Posición | Ciclista                 | Equipo              | Tiempo      |
| -------- | ------------------------ | ------------------- | ----------- |
| 1        | Francesco Moser          | Sanson-Campagnolo   | 21h 17' 28" |
| 2        | Fons de Wolf             | Boule d'Or-Colnago  | + 59"       |
| 3        | Dante Morandi            | Hoonved-Bottecchia  | + 1' 05"    |
| 4        | Alf Segersall            | Bianchi-Piaggio     | + 1' 13"    |
| 5        | Gianbattista Baronchelli | Bianchi-Piaggio     | + 1' 16"    |
| 6        | Giuseppe Saronni         | Gis Gelati-Colnago  | + 1' 19"    |
| 7        | Bernt Johansson          | Magniflex-Olmo      | + 1' 36"    |
| 8        | Michel Pollentier        | Splendor-Admiral    | + 1' 46"    |
| 9        | Valerio Lualdi           | Gis Gelati-Colnago  | + 2' 23"    |
| 10       | Claudio Bortolotto       | San Giacomo-Benotto | + 2' 26"    |